# Голдберги (широковещательный сериал)

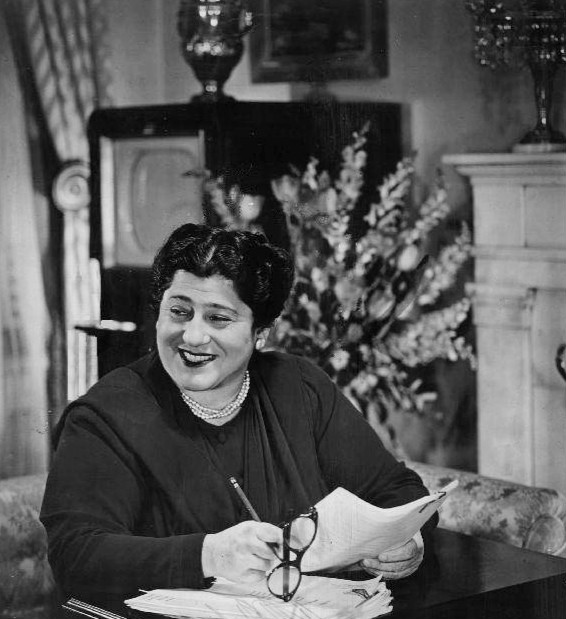
Гертруда Берг пишет сценарий к шоу в 1950 году

«Голдберги» (англ. The Goldbergs) — длительная американская комедийная драма, созданная первой женщиной-продюсером Гертрудой Берг. Программа транслировалась на радио с 1929 по 1946 год а после была перенесена на телевидение, в виде ситкома. Телевизионная версия, где снимались Гертруда Берг и Филипп Лоиб, выходила с 1949 по 1956 год и была одним из пионеров телевидения. Программа в 1948 году была адаптирована в пьесу «Я и Молли», полнометражный фильм «Голдберги» (1950) и бродвейский мюзикл «Молли» (1973).
Программа о жизни еврейской семьи в Бронксе была создана Берг в 1928 году, и она же выступала сценаристом, режиссёром и исполнительницей ведущей роли в каждом из эпизодов радиосериала. На телевидении, шоу с 1949 по 1951 год выходило на CBS в качестве ситкома без закадрового смеха аудитории в студии. С написании сценариев Берг избегала острых сцен и политики, концентрируясь лишь на внутри семейных делах. Её старания окупились в 1950 году, когда она вошла в историю как первый лауреат премии «Эмми» за лучшую женскую роль в комедийном телесериале.
В 1951 году, когда Берг и Филипп Лоиб были занесены в «Чёрный список Голливуда», CBS отказался транслировать сериал и его восемь месяцев спустя подобрал NBC в виде пятнадцатиминутного шоу, но с условием, что Лоиб не будет в нем участвовать. Берг сдалась и заменила его на Харольда Джей Стоуна и позднее на Роберта Харриса, хотя тайно продолжала платить зарплату Лоибу. В 1954 году шоу вернулось к получасовому формату и переехало на ныне несуществующую сеть DuMont, где транслировалось с апреля по октябрь. Шоу снималось в прямом эфире и привлекало 10 млн зрителей, однако из-за финансовых трудностей умирающей сети, DuMont не мог выплатить 5 млн долларов Берг за трансляцию её шоу. В 1955 году Берг перенесла шоу в синдикацию, где оно и завершило своё существование год спустя. Сериал пострадал после смены концепции и перемещения сюжета из Бронкса в пригород, а в 1955 году Филипп Лоиб покончил жизнь самоубийством из-за невозможности найти работу. После завершения шоу, Гертруда Берг дважды возвращалась к своей роли Молли Голдберг в программах-антологиях для NBC и ABC.
В 1961 году Гертруда Берг предприняла попытку возвращения на телевидение с ситкомом «Шоу Гертруды Берг». В двухтысячных UCLA восстановил все эпизоды сериала, а также 12 эпизодов радиошоу, одновременно с этим выпустив на DVD пилотный эпизод «Шоу Гертруды Берг».